# Język kwesten
Język kwesten – język papuaski używany w prowincji Papua w Indonezji (kabupaten Sarmi). Według danych z 1987 roku mówi nim 2 tys. osób.
Publikacja Ethnologue (wyd. 22) podaje, że jego użytkownicy zamieszkują kilka wsi na wybrzeżu Nowej Gwinei (Arare, Holmhaven, Mafenter, Omte).
Jego znajomość jest w zaniku. Nie wykształcił piśmiennictwa.